# Ida Dehmel
Ida Dehmel, nacida como Ida Coblenz (Bingen del Rin, 14 de enero de 1870-Hamburgo, 29 de septiembre de 1942), fue una promotora artística alemana, fundadora de asociaciones artísticas y activista de los derechos de la mujer. Durante la época nacionalsocialista fue condenada al ostracismo y a la privación de derechos por ser «judía», debido a la doctrina estatal racista y antisemita imperante. Se quitó la vida para evitar su asesinato y deportación inminente.  

## Vida y obra
Ida Dehmel nació en Bingen en 1870 como hija del comerciante de vinos judío-alemán Simon Zacharias Coblenz. Desde su juventud mostró gran interés por la literatura, la música y la pintura. En 1892 entabló amistad con el poeta Stefan George y desarrolló un vivo interés por la poesía y la literatura. A pesar de la íntima relación con el literato, nunca fueron pareja.
A petición de su padre se casó en 1895 con el comerciante y cónsul berlinés Leopold Auerbach. Ese mismo año nació su único hijo, Heinz Lux Auerbach-Dehmel (26 de diciembre de 1895 a 6 de enero de 1917). Fue un matrimonio infeliz, pero proporcionó a Ida las condiciones materiales para dirigir un salón progresista en su casa en el distrito de Tiergarten. De este modo y gracias a su red social, pudo proporcionar un público a los artistas modernos. Entre ellos se encontraban Edvard Munch, Conrad Ansorge y Stanislaw Przybyswewski. Conoció al poeta Richard Dehmel, al que inspiró para escribir poemas que causaron sensación, como Verklärte Nacht (Noche transfigurada), musicalizado por Arnold Schoenberg.

Richard Dehmel y su esposa Ida en el Archivo Nietzsche (1905)

En 1901, Ida y Richard Dehmel, que se habían divorciado de sus respectivos cónyuges, se casaron y se mudaron a un piso artísticamente amueblado en Blankenese, cerca de Hamburgo. La pareja se movía en los círculos artísticos de Darmstadt, Weimar y Viena; de esta forma llegaron también numerosos artistas a Blankenese. Ida Dehmel asistía a eventos artísticos nacionales y apoyaba, animaba e inspiraba tanto a escritores como a pintores. La pareja estableció vínculos estrechos con el poeta Alfred Mombert y la pintora Julie Wolfthorn, que los retrató varias veces. En 1903 se publicó el libro de Richard Dehmel Zwei Menschen (Dos seres humanos), de gran éxito, en las que los lectores reconocieron al poeta y su esposa. Zwei Menschen inspiró a varios pintores a crear nuevos cuadros, entre ellos a Karl Schmidt-Rottluff y Ernst Ludwig Kirchner. A partir de 1906 Ida Dehmel participó en el recién fundado Club de Mujeres de Hamburgo. Al igual que su hermana Alice Bensheimer luchó por el sufragio femenino. 

En 1912, los Dehmel adquirieron una casa nueva en Blankenese construida por el arquitecto Walther Baedeker (ahora conocida como Dehmelhaus o la casa de los Dehmel), quien la diseñó según el concepto de obra de arte total. Ida Dehmel dirigió un taller de trabajos artísticos, participó en varias exposiciones y fue miembro de la Deutscher Werkbund (Asociación Alemana de Artistas y Empresarios). En 1916, junto con Rosa Schapire, fundó la «Frauenbund zur Förderung Deutscher Bildender Kunst» (Asociación de Mujeres para la Promoción de las Bellas Artes Alemanas), que exhibía en museos las obras de artistas aún no reconocidos, como Franz Marc u Oskar Kokoschka. En tanto que redactora del revista Frau und Staat (Mujer y Estado) Ida Dehmel siguió comprometida con los derechos de la mujer. Escribía artículos periodísticos y reseñas. La Primera Guerra Mundial trajo consigo cambios drásticos, ya que tanto el marido, Richard, como su hijo, Heinz Lux, estaban en el campo de batalla como soldados. El marido de Ida Dehmel se había presentado como voluntario a pesar de su avanzada edad. Ida quedó profundamente consternada cuando perdió a su único hijo, que había fallecido el 6 de enero de 1917, y sólo gracias al apoyo moral de su marido y a su trabajo fue reuniendo fuerzas para vivir.

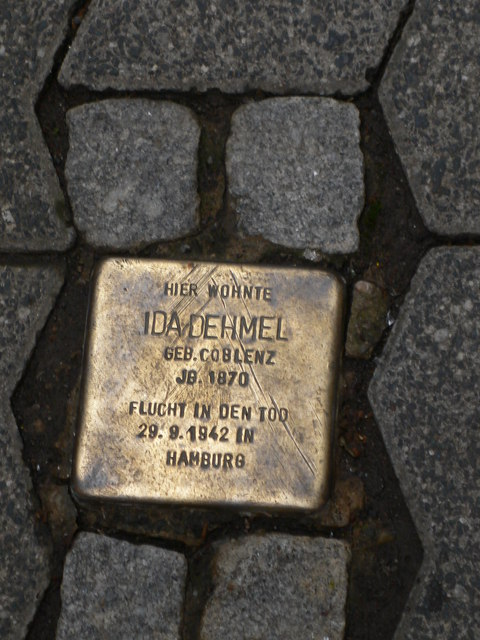
Stolpersteine («piedra de tropiezo», en memoria a las víctimas de la persecución nazi) en Bingen, frente a la antigua casa de Ida Dehmel.

El 8 de febrero de 1920, Richard Dehmel falleció a causa de una tromboflebitis, que se manifestó por primera vez en otoño de 1915 y le obligó a permanecer varias semanas en un hospital militar, seguidas de un permiso por convalecencia de dos meses. Tras el fallecimiento de su marido, Ida Dehmel se dedicó a la conservación de su legado literario. La venta del archivo Dehmel a la ciudad de Hamburgo le permitió conservar la casa como lugar de memoria. Alrededor de los 40.000 registros del archivo se mantuvieron en la casa bajo su administración. Ida Dehmel organizó visitas guiadas, conferencias y recepciones. En 1926 fundó la Asociación de Mujeres Artistas GEDOK, que reunía a artistas femeninas de todas las disciplinas y a mecenas del arte, y asumió el cargo de presidenta. Además, fue miembro de la junta directiva del primer Club Zonta alemán. 

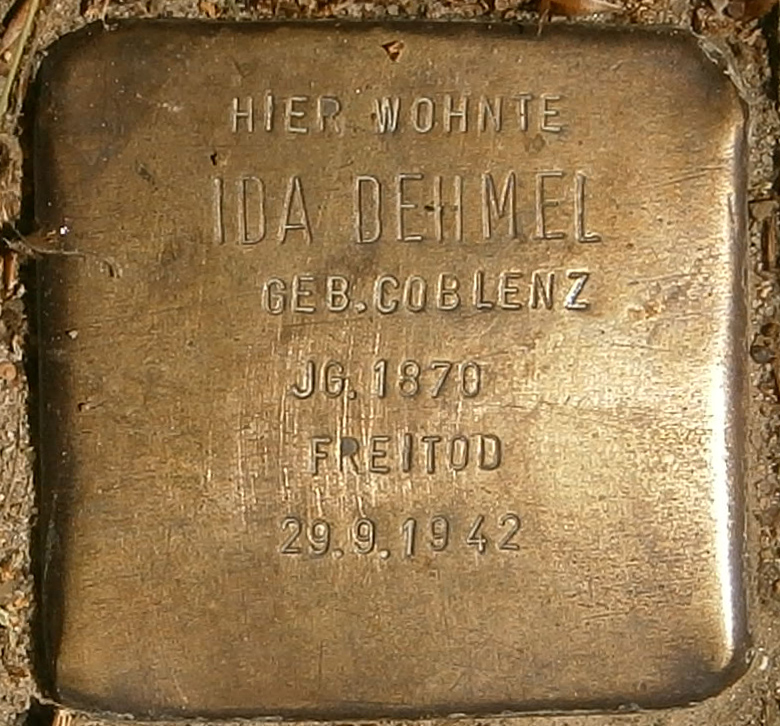
Stolpersteine en la calle Richard-Dehmel en Blankenese

En 1933 Ida Dehmel fue marginada por ser judía. Tuvo que dimitir de sus cargos y no pudo realizar más publicaciones. Muchos de sus amigos artistas tuvieron que huir del país. A pesar de que emprendió algunos viajes más por mar, Ida Dehmel no contemplaba emigrar y permaneció en la casa de los Dehmel con el objetivo de conservar el patrimonio de su marido. Las aportaciones de varias personas, entre ellas de Peter Suhrkamp, y, sobre todo, los esfuerzos del abogado Robert Gärtner, marido de su sobrina Marianne Gärtner, de soltera Neumeier, impidieron al principio que fuera expropiada y también deportada, hasta que el miércoles 22 de octubre de 1941 se inició este proceso en Hamburgo con la orden que le obligaba a evacuar. En vista del destino de sus compañeros judío-alemanes y de la situación cada vez más aterradora, solitaria y perjudicial para su salud, Ida Dehmel se quitó la vida mediante una sobredosis de somníferos el 29 de septiembre de 1942.

## Reconocimientos
La GEDOK, Bundesverband der Künstlerinnen und Kunstfördernden, asociación registrada, concede, entre otros, los siguientes premios: Premio de Literatura Ida Dehmel cada tres años y el Premio de Bellas Artes Ida Dehmel. Tanto en Bingen del Rin como en Hamburgo-Blakenese, se han colocado «piedras de tropiezo» delante de las residencias de los Dehmel. En Mannheim existe una carretera de circunvalación que lleva su nombre.